# Naft Masjed Soleyman FC
El Naft Masjed Soleyman Football Club es un equipo de fútbol iraní que actualmente juega en la Iran Pro League de la liga iraní de fútbol.

## Historia
El equipo fue fundado en 1965. Estuvo jugando en la Liga 2 de Irán hasta la temporada 2009/10, momento en el que tras quedar primero ascendió a la Liga Azadegan. Permaneció en la segunda categoría del fútbol iraní hasta cuatro temporadas, hasta la temporada 2013/14 ya que se hizo con el título de la división, ascendiendo así a la máxima categoría del fútbol iraní, la Iran Pro League, por una temporada. Posteriormente volvió a la Liga Azadegan, hasta que de nuevo en la temporada 2018/19 ascendió a la primera división. 

## Entrenadores
- Farzad Hafezi (2013)
- Dariush Yazdi (2013)
- Behrouz Makvandi (2013-14)
- Majid Bagherinia (2014)
- Behrouz Makvandi (2014-15)
- Farzad Hafezi (2015-16)
- Sohrab Bakhtiarizadeh (2016)
- Farzad Hafezi (2016-17)
- Mahmoud Fekri (2017-18)
- Abdollah Veisi (2018)
- Alireza Marzban (2018-)

## Palmarés
- Liga Azadegan (2): 2014, 2018